# Jakob Čebašek
Jakob Čebašek, né le 28 avril 1991 à Ljubljana, en Slovénie, est un joueur slovène de basket-ball évoluant au poste d'ailier.

## Palmarès
- Champion de Slovénie 2019
- Coupe de Slovénie 2019
- MVP de la saison régulière du championnat de Slovénie 2017